# Stella Cizinsky
Stella Cizinsky, född 2 januari 1961 i Bulgarien, är en svensk läkare och verksamhetschef som i böcker och på debattplats problematiserat styrning och administration i svensk sjukvård.

## Biografi
Cizinsky föddes i Bulgarien men kom till Sverige som liten. Hon är överläkare i kardiologi och har sedan mitten av 00-talet arbetat i Örebro, där hon (2022) är verksamhetschef för hjärt-, lung- och fysiologikliniken.
Hon har intresserat sig för styrning och administration i svensk sjukvård, där hon påtalat strukturella problem som hon menar beror på deprofessionalisering och överbyråkratisering.
Cizinsky är aktiv i "Nätverket mot olämplig styrning av sjukvården" och har undertecknat flera av nätverkets debattartiklar, till exempel "Allmänläkarna är nyckeln till bättre vård" som publicerades i Svenska Dagbladet 17 september 2023.
År 2018 gav hon tillsammans med Mats Alvesson, organisations- och ledningsforskare vid Lunds universitet, ut boken Organisation och ledning i sjukvård: en reflekterande ansats. I boken förordas en kritisk genomgång av svensk sjukvård för att få bort administration av inget eller tveksamt värde.
År 2023 gav Cizinsky och Alvesson ut boken Dumhetsbekämpning: bättre organisationer och mer mening i arbetet. Cizinsky anger att hon under 18 år som chef successivt lagt märke till den funktionella dumhetens utbredning, och påtalar vikten av att inte acceptera att det påbjudna är det enda rimliga.